# Наталі Спунер
Наталі Спунер (англ. Natalie Spooner; 17 жовтня 1990 року, Скарборо, Онтаріо, Канада) — канадська хокеїстка. Олімпійська чемпіонка Ігор 2014 року, чемпіонка (2012) та віце-чемпіонка (2011) світу.